# Proteuxoa ophiosema
Proteuxoa ophiosema är en fjärilsart som beskrevs av Turner 1911. Proteuxoa ophiosema ingår i släktet Proteuxoa och familjen nattflyn. Inga underarter finns listade i Catalogue of Life.